# Rivière Tobique
La rivière Tobique (anglais: Tobique River, malécite-passamaquoddy: Naygootcook ou simplement Naygoot) est un cours d'eau du Nouveau-Brunswick (Canada). Elle prend sa source dans le lac Nictau, à l'ouest du parc provincial du Mont-Carleton. Après un cours long de 148 km, la rivière se jette en rive gauche du fleuve Saint-Jean, à Maliseet, au nord de Perth-Andover.

## Toponyme
La rivière est nommée en l'honneur d'un chef malécite, possiblement Noël Toubic (1706-1767), qui a vécu à l'embouchure de la rivière et est mort à Kingsclear.